# Захват Орана (1732)
Захват Орана (исп. Conquista española de Orán) — военная кампания, проводившаяся с 16 июня по 2 июля 1732 года Испанским королевством против османского протектората Алжир, в результате которого войска Филиппа V отбили Оран и Мерс-эль-Кебир у алжирского дея. 

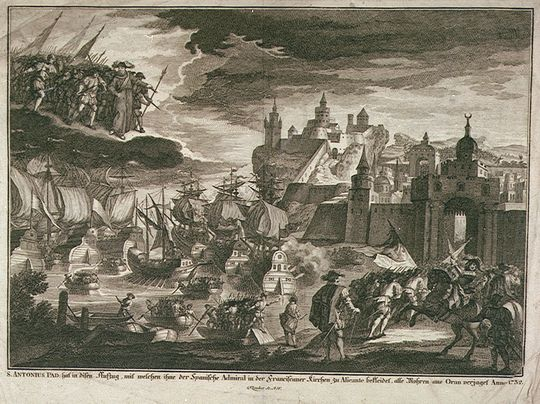
Захват испанцами Орана в 1732 г. Гравюра

Оран был завоеван Испанией в 1509 году, но алжирский дей вернул его в 1708 году. С восшествием Бурбонов на испанский престол одним из приоритетов испанского правительства стало возвращение Орана и Мерс-эль-Кебира. Филипп V обнародовал указ, в котором объявил о своем намерении отвоевать Оран.
Экспедиционный корпус, состоявший из 30 000 человек и 30 боевых кораблей, тщательно подготовили в Аликанте. Командовал экспедицией Хосе Каррильо де Альборнос, граф де Монтемар. Со своей стороны, бей Мустафа Бушелагем, наместник дея в западном Алжире, призвал на защиту многочисленные отряды различных мавританских племен.
Выйдя из Аликанте 16 июня, 27 июня флот подошёл к Лас-Агуадас (Айн-эль-Турк) и стал на якорь. 28 июня началась высадка испанских войск, прикрытая огнём с кораблей, который отогнал алжирцев, пытавшихся помешать операции. Граф де Монтемар приказал построить небольшой форт, чтобы обеспечить сообщение с флотом. На следующий день произошли первые стычки между мавританскими всадниками и испанскими солдатами, занятыми строительством траншеи. Атака подошедшей испанской пехоты и кавалерии (16 рот пехоты и 4 эскадрона драгун) была настолько энергичной, что они заставили мавританские войска отступить. 30 июня испанцы под командованием Алехандро де ла Мотта перешли в наступление с целью захватить высоты, возвышающиеся над Мерс-эль-Кебиром. Завязался бой, в результате которого испанцы заняли высоты и осадили сам форт.
Монтемар, видя успех, послал свою армию в близлежащие горы, где находилась большая часть войск противника, но те, напуганные и деморализованные, отступили той же ночью в Оран. 1 июля испанцы готовились осадить город, когда узнали, что мавританские войска бежали, считая любое сопротивление невозможным. За ними последовала регулярная армия бея, а затем и сами жители. Покинутый всеми бей Бушелагем укрылся в Мостаганеме. Затем испанцы вошли в Оран, опустошив его и захватили 130 пушек и многочисленные припасы. На следующий день, 2 июля, форт Мерс-эль-Кебир также капитулировал перед отрядом де ла Мотта.
Оран и Мерс-эль-Кебир оставались испанскими владениями до алжирского завоевания в 1792 году.